# 洛扎 (瓦雷泽省)
洛扎（義大利語：Lozza）是意大利伦巴第大区瓦雷澤省的市镇。面积为1.7平方公里，2017年人口数量为1257人。